# Quartier Saint-Gervais

Lage des Stadtviertels innerhalb des 4. Arrondissement

Das Quartier Saint-Gervais ist das 14. Stadtviertel von Paris. Es ist Teil des 4. Arrondissements.

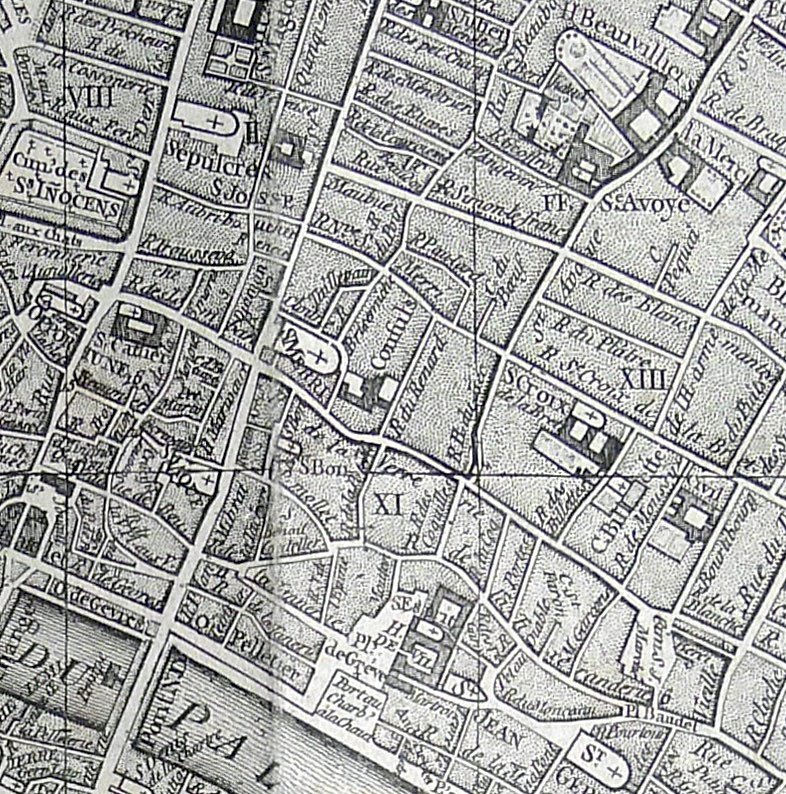
Die Umgebung der Pfarrkirche Saint-Merri auf dem Plan von Vaugondy (1760)

## Lage
Das Viertel liegt am rechten Seineufer im Herzen von Paris. Die Seine bildet auch die südliche Grenze (Quai de l’Hôtel de Ville und Quai des Célestins). Im Norden bildet die Rue des Francs Bourgeois die Grenze, im Westen sind es die Rue de Lobau mit der Rue des Archives und im Osten die Rue Saint-Paul und die Rue de Turenne.

## Namensursprung
Das Viertel hat seinen Namen von den Märtyrern Gervasius und Protasius (französisch Gervais et Protais), deren Kirche St-Gervais-St-Protais in dem Viertel liegt.

## Geschichte
Das heutige Quartier Saint-Gervais umfasst die historischen Viertel Saint-Paul im Osten und Saint-Gervais im Westen, getrennt durch die Rue de Foucy.
Zu Beginn des 20. Jahrhunderts wurde ein Teil des Quartier Saint-Gervais als Unhygienischer Pariser Bereich vom Anfang des 20. Jahrhunderts Nr. 16 eingeteilt. Vor allem der Südteil zwischen der Seine und den Straßen Rue Saint-Paul, Rue Saint-Antoine und Rue François-Miron gehörten in den Jahren 1940 bis 1960 zu dem betroffenen Bereich.
Le Marais nimmt ein Großteil des Viertels ein und ist heute allein von daher ein Touristenmagnet.

## Sehenswürdigkeiten
- Die Bibliothèque historique de la ville de Paris (im Hôtel de Lamoignon)
- Das Tribunal administratif de Paris (französisch Pariser Verwaltungsgericht) (im Hôtel d'Aumont).
- Der Cour administrative d'appel de Paris (französisch Pariser Berufungsgericht für Verwaltungangelegenheiten) (im Hôtel de Beauvais)
- Hôtel de Chalons-Luxembourg
- Lycée Charlemagne
- Hôtel de Sens
- Village Saint-Paul, ein Wohnviertel mit Antiquariaten, Galeristen, Restaurants und ähnlichen Angeboten. Das Viertel war in den Jahren 1950–1960 als unhygienisch bezeichnet worden und sollte abgerissen werden. Es wurde durch das Loi Malraux gerettet.[3]
- St-Paul-St-Louis
- Rue des Rosiers (das Pletzl, Zentrum jüdischen Lebens im Viertel)
- Mémorial de la Shoah und die Allée der Gerechten

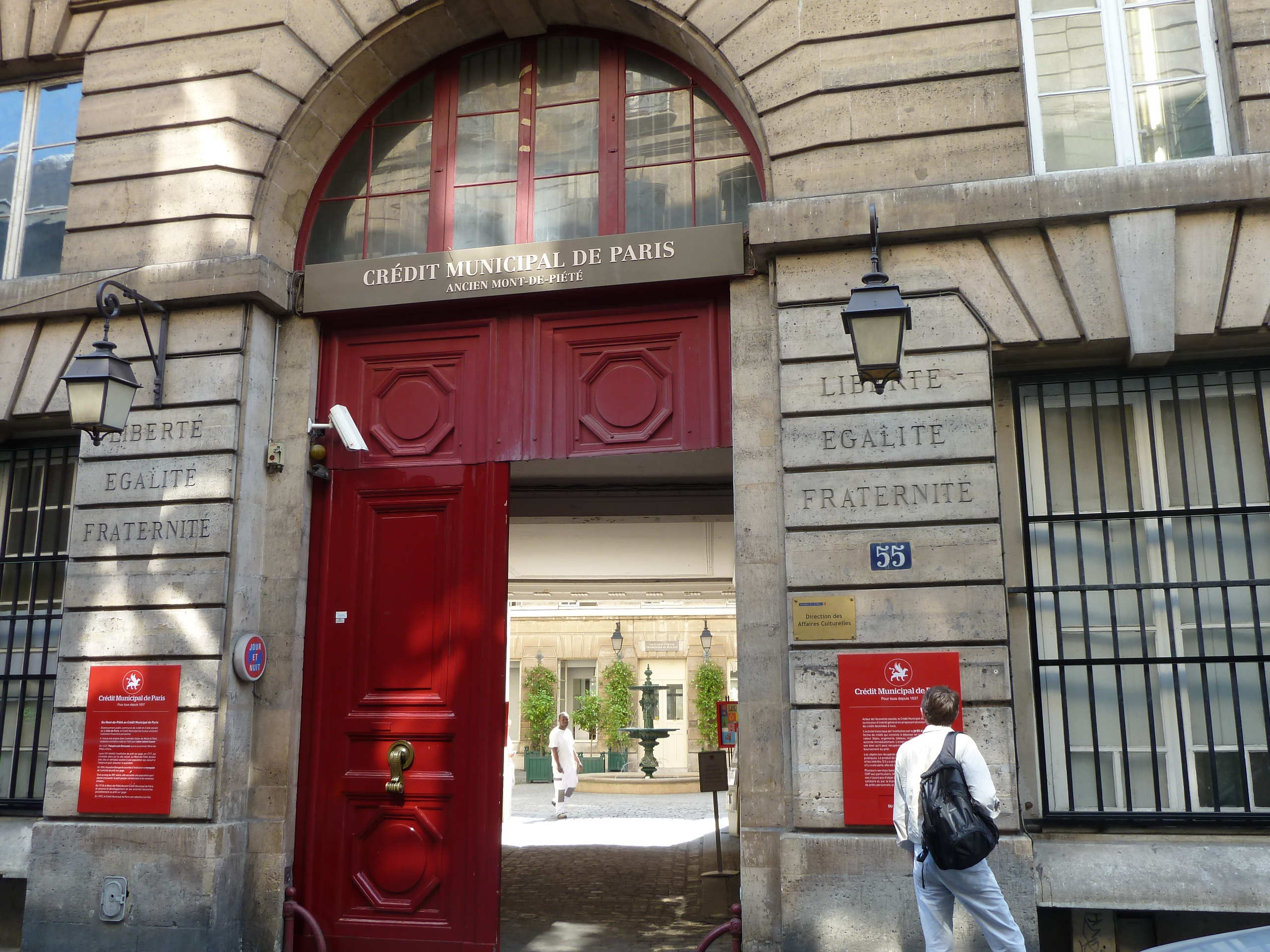
Eingang zum Crédit municipal de Paris
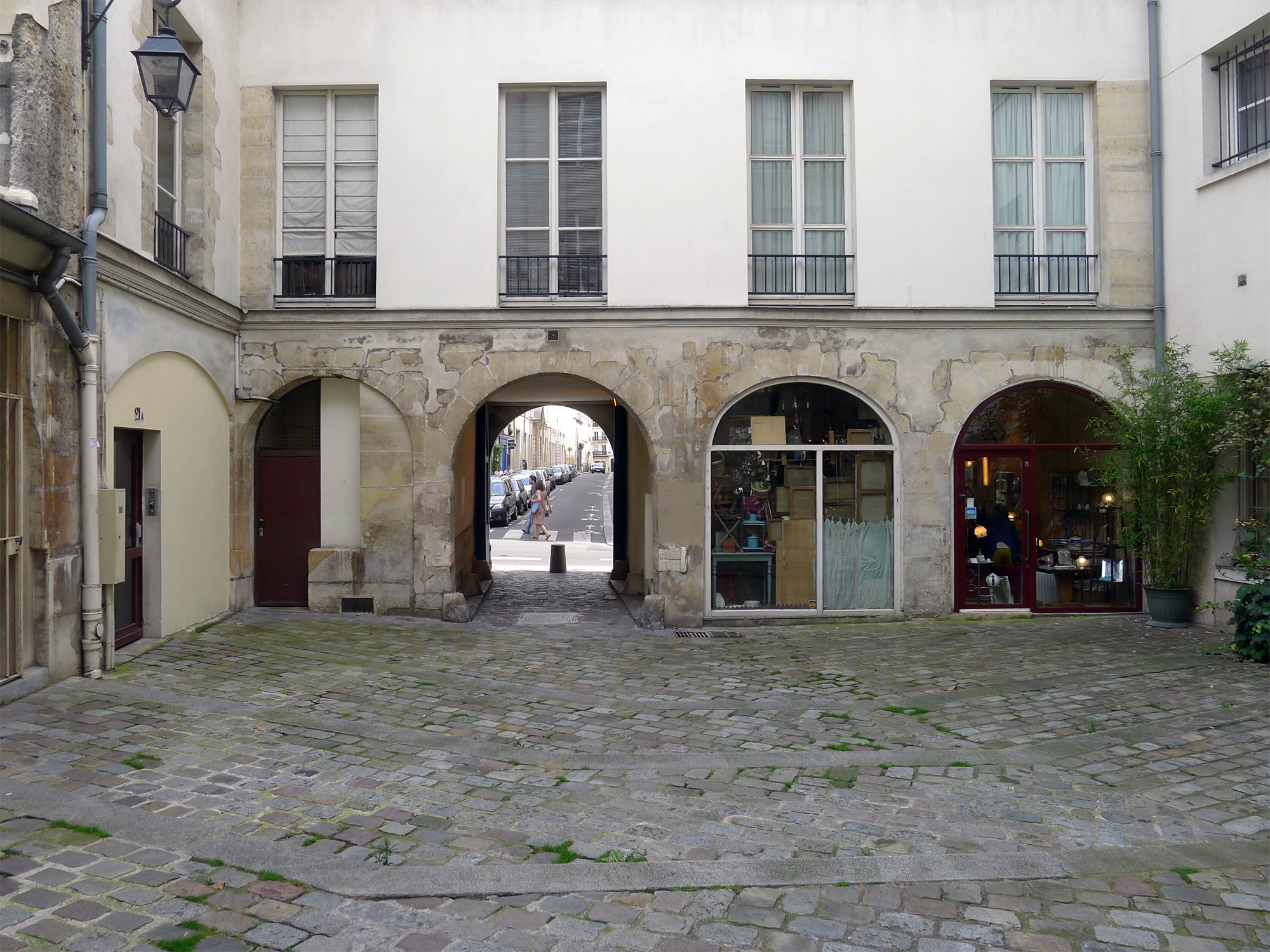
Inneres des Village Saint-Paul
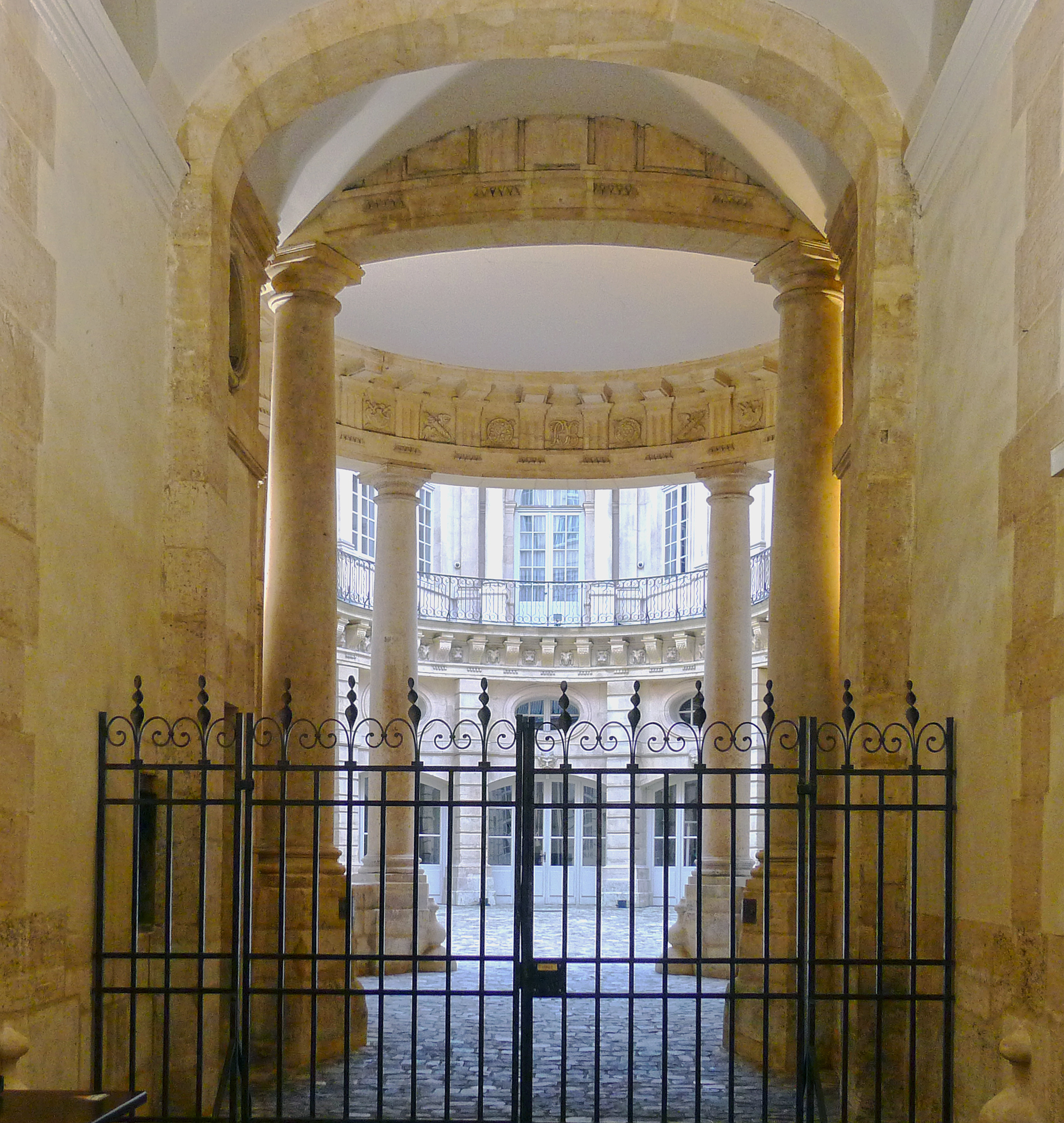
Eingang Hôtel de Beauvais
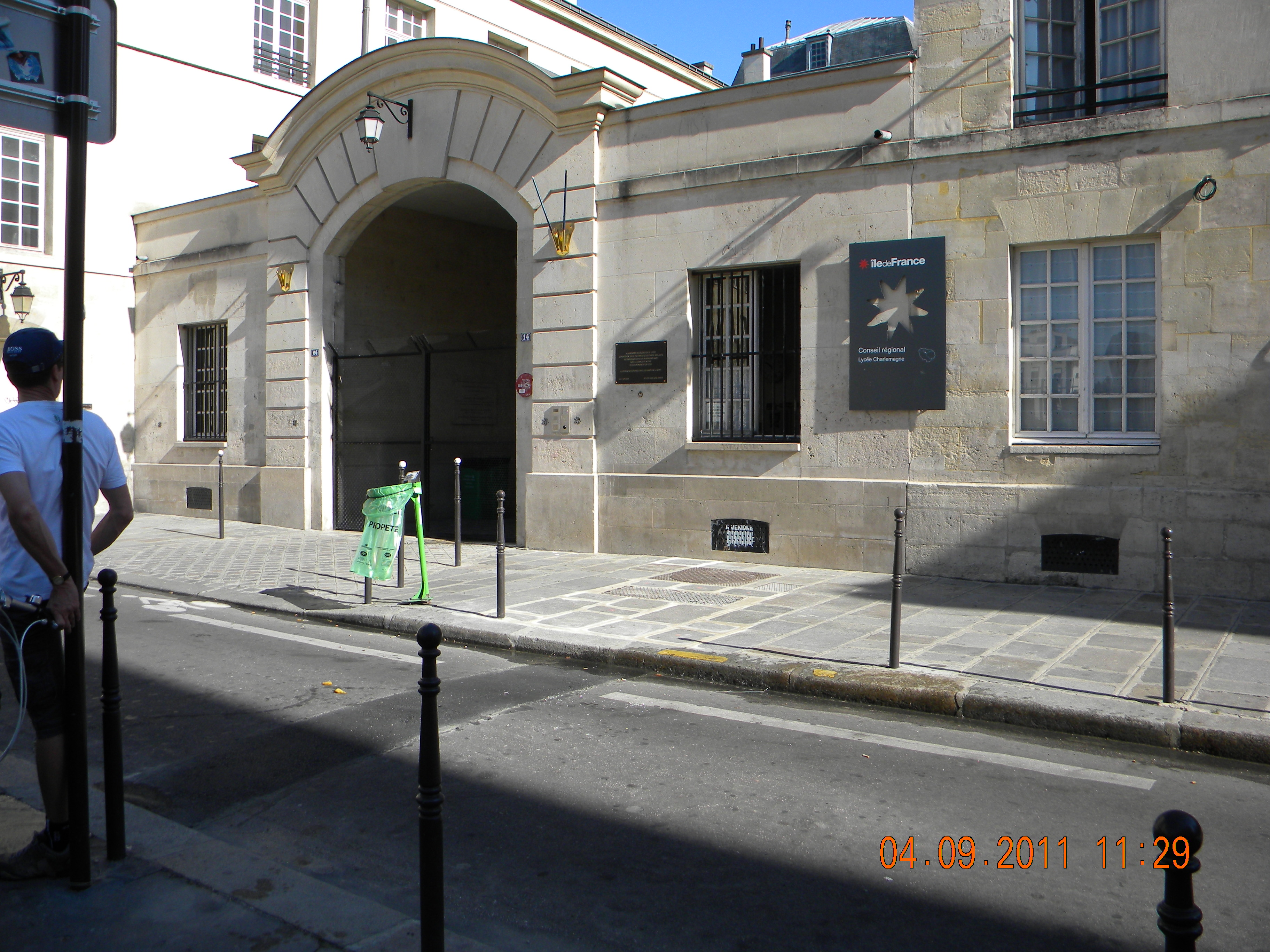
Einer der Eingänge des Lycée Charlemagne